# SN 2007fs
SN 2007fs – supernowa typu Ia odkryta 15 lipca 2007 roku w galaktyce E601-G05. W momencie odkrycia miała maksymalną jasność 15,40m.